# 徐俯
徐俯（1075年—1141年），字師川，號東湖居士，洪州分寧縣人。
黃庭堅之甥，父親徐禧死於宋夏戰爭。元豐末年，襲父爵授通直郎，後升司門郎，累官右諫議大夫。靖康元年（1126年），金人圍汴京（今河南開封），次年攻陷東京，靖康二年（1127年）張邦昌僭位，徐俯辭歸。入江西詩社，與董穎、韓駒、汪藻等有往來。呂本中《江西詩社宗派圖》列其名。
建炎初年，內侍鄭諶賞識徐俯文才，向宋高宗舉薦，胡直儒、汪藻等亦薦之，紹興二年（1132年）賜進士出身。紹興三年（1133年）升遷為翰林學士，再擢拔為端明殿學士。官至參知政事。因與趙鼎不合去職。紹興九年（1139年），知信州，被劾不理郡事，又被罷免。晚年提舉洞霄宮，紹興十一年終老德興天門村。著有《東湖詩集》六卷。